# 大宮八幡宮 (杉並區)
大宮八幡宮是位於日本東京都杉並区大宮的神社。祭祀的是八幡大神（應神天皇）、仲哀天皇、神功皇后。屬於別表神社。
由源義家創建的神社，主要以子育、安産方面祈願的功效而聞名。本神社位處東京近中央位置，故有「東京的肚臍（東京のへそ）」之異名。
御神水為「多摩乃大宮水」。

## 历史
康平6年（1063年）源義家平定奥州，於當地創建。是都内第三大神社。

## 年中行事
九月有大宮八幡祭。

## 交通
- 京王井之頭線西永福站徒步7分鐘。

## 周邊情報
- 和田堀公園（鄰接的都立公園）

## 關連項目
- 神道
- 八幡宮
- 宇佐神宮（八幡總本宮）

## 外部連結
- 大宮八幡宮官方網站 （页面存档备份，存于）